# Michail Wladimirowitsch Jurowski
Michail Wladimirowitsch Jurowski (russisch Михаил Владимирович Юровский; * 25. Dezember 1945 in Moskau; † 19. März 2022 in Berlin) war ein russischer Dirigent.

## Leben
Jurowski war der Sohn des Komponisten Wladimir Jurowski. Mit Dmitri Schostakowitsch, der ein Freund der Familie war, spielte er häufig vierhändig Klavier. Er studierte am Moskauer Konservatorium bei Leo Ginsburg (Dirigieren) und Alexei Kandinski (Musikwissenschaft) und wurde während seines Studiums im Alter von 24 Jahren Assistent von Gennadi Roschdestwenski beim Großen Sinfonieorchester des Staatlichen Rundfunks und Fernsehens in Moskau. Anschließend wirkte er am Stanislawski- und Nemirowitsch-Dantschenko-Musiktheater und am Bolschoi-Theater in Moskau.
Ab 1978 war Jurowski ständiger Gastdirigent an der Komischen Oper Berlin. Es folgte 1989 ein Engagement an der Semperoper Dresden, woraufhin er mit seiner Familie nach Deutschland übersiedelte.
Von 1992 bis 1997 war Jurowski Generalmusikdirektor und Chefdirigent der Nordwestdeutschen Philharmonie in Herford, sodann bis 1999 Generalmusikdirektor des Volkstheaters Rostock, wo er die Norddeutsche Philharmonie Rostock leitete, und zusätzlich zwischen 1998 und 2006 ständiger Gastdirigent beim Rundfunk-Sinfonieorchester Berlin.
Danach schloss sich eine ständige Tätigkeit bei bedeutenden Orchestern in Skandinavien (Malmö Sinfonieorchester, Sinfonieorchester Odense, Königliche Kapelle Kopenhagen) und in Argentinien (Orquesta Filarmónica de Buenos Aires am Teatro Colón) an. Von 1999 bis 2001 war er Chefdirigent der Oper Leipzig und ab 2001 ständiger Dirigent an der Deutschen Oper Berlin, wo er bereits 1996 sein Debüt mit Boris Godunow gegeben hatte. Jurowski war von 2006 bis Ende 2008 Chefdirigent des WDR Rundfunkorchesters Köln sowie ab 2003 Erster Gastdirigent des Tonkünstler-Orchesters Niederösterreich.
Als Gastdirigent arbeitete er mit zahlreichen weiteren Orchestern zusammen, zum Beispiel mit dem London Philharmonic Orchestra, dem Gewandhausorchester Leipzig, der Staatskapelle Dresden, der Dresdner Philharmonie, dem MDR-Sinfonieorchester, dem Philharmonischen Orchester Oslo, dem Philharmonischen Orchester Bergen, der Sankt Petersburger Philharmonie sowie dem Orquestra Sinfónica do Porta Casa da Música und dem Orquestra Sinfônica do Estado de São Paulo.
Neben Rundfunk- und Fernsehaufnahmen erfolgten Einspielungen von Tonträgern mit dem Deutschen Symphonie-Orchester Berlin, dem Rundfunk-Sinfonieorchester Berlin und dem Orchestre de la Suisse Romande.
Jurowski war mit Eleonora Dmitrievna Taratuta verheiratet, seine Söhne Wladimir (* 1972) und Dmitri (* 1979) sind ebenfalls Dirigenten. Seine Tochter Maria ist Pianistin und Pädagogin.
Michail Jurowski starb im März 2022 im Alter von 76 Jahren.

## Auszeichnungen
- 1991, 1996, 2017: Preis der Deutschen Schallplattenkritik[3]